# Castell de Taradell
El castell de Taradell, també conegut com a Castell de Can Boix, està situat a 2,2 km al sud-est de la població de Taradell, Osona, i coronant un cimal de grans penyes, a 803 m. d'altitud.
El Castell és situat sobre una gran balma que el fa molt característic.
Actualment s'hi han realitzat unes obres de consolidació de les restes. Queden restes dels segles x - xi, al sector de l'antiga capella de Santa Creu, ara del tot malmesa i la resta és un gran mur d'una setantena de metres, del segle xiv.

## Història
La primera documentació de l'existència del castell és de l'any 893 al Cartulari de la Catedral de Vic. Inicialment el castell va ser dels senyors de Taradell, el 1165 va passar a mans dels Vilademany mitjançant un enllaç matrimonial, i el 1500 passà als Cruïlles, Perapertusa (1619),als vescomtes de Joc(1634) i després als comtes d'Aranda (1721) i ducs de Híjar (1790), per aliances matrimonials.

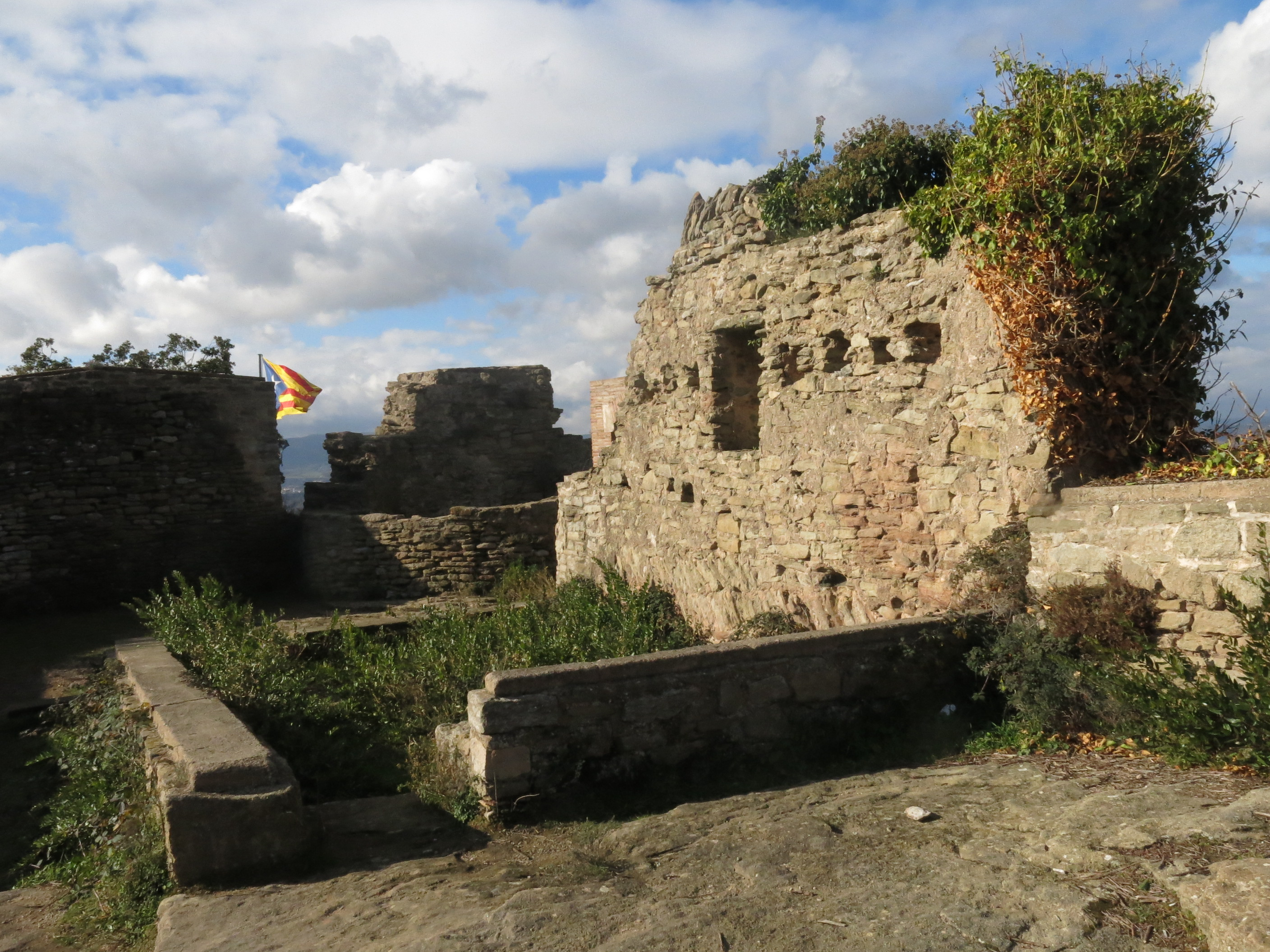
Restes de la capella de la Santa Creu

No obstant cal aclarir que el domini eminent del castell, és a dir, el dret de propietat superior al domini útil dels senyors, estava en mans dels comtes de Barcelona; per exemple, formà part del dot que el comte Ramon Borrell donà a la seva muller Ermessenda de Carcassona qui, el 1057 vengué tots els seus drets al seu net Ramon Berenguer I.
El castell va ser concebut amb funcions de defensa i guaita, i mai hi varen viure els senyors de Taradell que residien al casal d'Espinzella. Fins al s. XII el castell era habitat per castlans que sembla que aviat renunciaren a fer-hi vida. Hi ha diverses notícies posteriors sobre els castlans fins al 1406, en què es perd el rastre dels posseïdors de la castlania.
A partir del segle xvi, va perdre tot valor estratègic quan es va construir la "Torre de la plaça" (1550) a la vila de Taradell. A causa d'això es va anar abandonant i durant una part del segle xvi consta com una masoveria. Del segle xvii en endavant ja estava en ruïnes i abandonat.